# El prófugo
El prófugo es una película de coproducción argentina y mexicana de 2019 escrita, producida y dirigida por Natalia Meta y protagonizada por Érica Rivas, Nahuel Pérez Biscayart y Daniel Hendler.
Fue seleccionada para competir por el Oso de Oro de la sección oficial en la 70.ª edición del Festival de Berlín y para representar a Argentina en los Premios Óscar en la categoría «mejor película internacional». Fue estrenada el 14 de octubre de 2021.

## Sinopsis
Inés es una joven que, tras un episodio traumático durante un viaje con su pareja, comienza a confundir la frontera entre lo real y lo imaginario. Vívidas pesadillas y sonidos recurrentes invaden la vida cotidiana que lleva junto a su madre, hasta que ensayando para un concierto conoce a Alberto, un joven que se acomoda a su mundo sin cuestionamientos. Pero Inés no puede evitar una sensación peligrosa: hay seres que provienen de sus sueños. Seres que quieren quedarse para siempre.

## Reparto
- Érica Rivas como Inés
- Nahuel Pérez Biscayart como Alberto
- Daniel Hendler como Leopoldo
- Cecilia Roth como Marta
- Guillermo Arengo como el maestro
- Agustín Rittano como Nelson
- Gabriela Pastor como la azafata
- Flor Dyszel como Nancy
- Mirta Busnelli como Adela
- Débora Nishimoto como Aiko
- Joaquín Miyazono como el ser siniestro
- Claudio Marcelo Matsumura como el marido
- Brenda Nueya Brito Gutiérrez como el guía del cenote
- Mikel André Lechón Preciat como Albertito
- Hai En Qiu como Katsumi
- Roberto Saccente como maestro Saccente
- Marcelo Gabriel Sztajn como el médico
- Santiago Gallelli como operador reemplazo Nelson
- Martín Tchira como recepcionista
- Diego Hernán Biuso como operador Walla